# Color of Your Life
Color of Your Life är en låt framförd av den polska sångaren Michał Szpak. Den var Polens bidrag till Eurovision Song Contest 2016.

## Komposition och utgivning
Låtens musik är komponerad av Andy Palmer med text skriven av Kamil Varen. "Color of Your Life" inkluderades som spår nummer nio på Szpaks debut-studioalbum Byle być sobą som släpptes den 13 november 2015. Den släpptes sedan som albumets fjärde singel och för digital nedladdning den 21 december 2015. En officiell musikvideo till låten släpptes den 13 mars 2016.

## Eurovision
Den 5 mars 2016 tävlade Szpak med låten i Krajowe Eliminacje 2016, Polens nationella uttagningsfinal till Eurovision Song Contest. Bidraget hade där startnummer sju av totalt nio tävlande. Resultatet utgjordes av 100% telefonröster och låten lyckades få 35,89%, alltså 11,17% fler än tvåan Margaret som med sina 24,72% av rösterna kom på andra plats med låten "Cool Me Down".
I och med vinsten i Krajowe Eliminacje fick Szpak representera Polen med låten i Eurovision Song Contest 2016 i Stockholm. Han framförde bidraget i den andra semifinalen i Globen den 12 maj 2016 och kvalificerade sig till finalen. I finalen kom låten på åttonde plats med 229 poäng.